# Amycanbe
Gli Amycanbe sono un gruppo musicale italiano attivo dal 2005 al 2021

## Storia
Il primo nucleo dei futuri Amycanbe si costituisce a Cervia, dove Marco e Mattia si incontrano, nel 2002. Solo nel 2005 il gruppo diventa quartetto, con l'ingresso in formazione di Francesca e Paolo, ed assume il nome di Amycanbe. Subito dopo le prime esibizioni live, realizzano un demo autoprodotto, senza titolo, poi rinominato Yellow Suit, un EP di 5 canzoni, cantate in lingua inglese, che cattura l'attenzione di Blow Up. La rivista inserisce la band nella playlist dei migliori gruppi debuttanti in quell'anno. Nel corso del 2006, aprono i concerti di Skin, Sophia, Devastations e Yuppie Flu. Inoltre partecipano al Roma Rock Festival.
L'album d'esordio, dal titolo Being a Grown-Up Sure Is Complicated, viene pubblicato nell'ottobre 2007 ed è prodotto da Mario Thaler. Intraprendono due tour in Gran Bretagna suonando in prestigiosi locali inglesi e si fanno conoscere anche nei diversi network locali come la BBC. Al ritorno in Italia partecipano al festival Assalti al Cuore di Rimini e ad altre manifestazioni relative al mondo musicale indipendente.
Il 25 maggio 2011 viene pubblicato l'EP The World is Round, ispirato dall'omonima fiaba di Gertrude Stein, preceduto dal singolo e dal video Everywhere.
Il successivo album Mountain Whales viene pubblicato nell'ottobre 2011, edito poi in edizione speciale in vinile da Feedbands nell'ottobre 2013.
The World Is Round e Mountain Whales vengono prodotti dalla band e da Mattia "Matta" Dallara, con il contributo al missaggio di Mark Plati (David Bowie, Prince, Robbie Williams, The Cure, Dave Navarro, Émilie Simon, Charlie Winston e altri).
A fine 2012 esce nei cinema Acciaio, film di Stefano Mordini, che include la canzone Everywhere nella colonna sonora ufficiale del film.
Rose Is a Rose viene inclusa nella colonna sonora ufficiale del film Avenged (2013 U.S. film) (aka Savaged) del 2013, thriller horror film di Michael S. Ojeda.
Dal 2014 diverse serie televisive USA, Italiane e non solo vedono brani degli Amycanbe nelle proprie colonne sonore, come Finding Carter, Catfish: false identità di MTV, Web Of Lies, Royal Pains, T@gged e diversi reality shows come My Giant Life, How To (Not) Kill Your Husband, Top Chef Estrellas o Alta infedeltà (programma televisivo)
A fine aprile 2015 esce il nuovo album: Wolf
Il 2016 segna l'inizio della collaborazione con il giovane brand italiano Ottod'ame, che li porta a sincronizzare alcuni brani in fashion films del marchio, nonché a scrivere i brani dedicati Come Out And Play e The Breeze (poi incluse in un EP dedicato in vinile ed edizione limitata), mentre I Pay e Wolves (Telonio Remix) partecipano alla colonna sonora del film indipendente Strassenkaiser di Florian Peters
Luglio 2017: aprono ai Morcheeba Skye & Ross
Anticipato dal singolo El Rey De Los Capos,  Il 15 dicembre 2017 esce l'EP Plata O Plomo, nato come colonna sonora di uno spettacolo teatrale in scena il giorno stesso presso lo Spazio Tondelli di Riccione ed ispirato al fumetto Escobar. El Patron di Guido Piccoli e Giuseppe Palumbo (edito da Astorina e Mondadori per la collana Oscar Ink); il disco contiene versioni completamente rielaborate e riarrangiate dei brani della tradizione Colombiana, dedicati al più famoso narcotrafficante della storia Pablo Escobar che ha ispirato la famosa serie televisiva Narcos prodotta da Netflix.
Aprile 2019: esce White Slide - EP in USA, Canada, United Kingdom, che contiene le inedite Grano "Flow" Mix (remix di Mark Plati) e White Slide (Live) che vede gli Amycanbe recensiti sulle migliori testate mondiali tra cui PopMatters, Music Week e Clash
Ottobre 2019: esce Trip Hop Crop in Italia, compilation, edita da Alman Music, dedicata al genere Triphop: Gli Amycanbe vi partecipano con I Pay in compagnia di Morcheeba, Godblesscomputers e molti altri.
Aprile 2021: esce Songs We Need: The Best Of Amycanbe
Nel novembre 2021 Marco Trinchillo muore nel sonno a 41 anni.
Il side-project intitolato UBU  di Marco Trinchillo e Mattia Mercuriali, prodotto da Franco Naddei a “L’Amor Mio Non Muore” studio in Forlì, Italy vede la luce, postumo, il 15/01/2024
Gli 11 brani vedono i contributi di Hannah Saunders, FRNQ, Nicola Biondi, Pieralberto Valli, Hellis, Riccardo Tacchetti, Luca Parma, Paolo Gradari, Emma Perrot, Enzo Moretto, Francesca Amati
L'uscita di UBU è per Marco e resa possible grazie a VITE- Associazione per Marco, nata con l'idea di preservare il lavoro artistico di Marco Trinchillo.
Si può donare a VITE tramite la pagina Spotify di UBU

## Formazione

### Formazione
- Francesca Amati - voce, tastiere, batteria (2005-presente)
- Marco Trinchillo - batteria, tastiere, chitarra (2005-presente)
- Mattia Mercuriali - chitarra, basso, sintetizzatori (2005-presente)
- Mattia "Matta" Dallara - tastiere

### Ex componenti
- Paolo Gradari - fiati, basso, chitarra, strumenti (2005-2013)
- Glauco Salvo - chitarra, chitarra slide, tastiere, basso, strumenti (2009-2013)

## Discografia

### Album
- 2007 - Being A Grown-Up Sure Is Complicated
- 2011 - Mountain Whales
- 2015 - Wolf
- 2021 - Songs We Need: The Best Of Amycanbe

### EP
- 2006 - Yellow Suit - EP
- 2011 - The World is Round
- 2017 - Ottod'Ame
- 2017 - Plata O Plomo
- 2019 - White Slide - EP

### Singoli
- 2007 - The Song Of Matthew And Mark
- 2008 - Your Own Thing
- 2011 - Everywhere
- 2017 - El Rey De Los Capos

### Altro
- Your Own Thing ( Daisuke Tanabe. URL consultato il 16 luglio 2018 (archiviato dall'url originale il 12 dicembre 2013). 'Soybean Flour Mix')
- Heal (DJ Trax remix)
- 24 Hours (Yellowtail feat. Bedford Stuyvesant Orchestra re-edit), remix by  Yellow Tail. in Café Mambo Ibiza 09 compiled by José Padilla
- Rose Is A Rose (PEACE Mix) in PEACE by Buffetlibre & Amnesty International
- Being A Grown-Up Sure Is Complicated (Italian Ed.)
- Mountain Whales - Vinyl Special Edition by [collegamento interrotto]